# Museo dei Cappuccini (Genova)
Il Museo dei Beni Culturali Cappuccini di Genova è allestito all'ultimo piano del convento dei frati Cappuccini di Santa Caterina di Genova ed è accessibile attraverso uno scalone monumentale settecentesco che, insieme alla cappella superiore della chiesa, costituisce il percorso permanente del Museo. Nella sala museale vera e propria, uno spazio di 250 metri quadrati, vengono allestite mostre temporanee a tema che permettono di presentare il patrimonio storico artistico dell'ordine attraverso una continua rotazione delle opere.

## Storia
La storia dei Beni Culturali Cappuccini di Genova inizia nel 1977 con la costituzione del Museo di Vita Cappuccina voluto da padre Cassiano Carpaneto da Langasco. 
Padre Cassiano, infatti, nell'arco di dieci anni, visitando tutti i conventi cappuccini del territorio ligure, raccolse un ricchissimo patrimonio di “storia”: libri, incunaboli, cinquecentine, edizioni rare e pregiate costituendo, così, l'archivio storico della provincia dei Frati Cappuccini di Genova. 
La sua ricerca permise di salvare dipinti, sculture, statuine del presepio, stampe, arredi sacri, vesti, argenti e manufatti di artigianato cappuccino utilizzati nei conventi per le attività dei frati. Questo patrimonio di opere di indiscusso pregio artistico, riordinato e catalogato, permette oggi di far conoscere la cultura materiale dei conventi, dove i frati, in ottemperanza al voto e alla pratica della povertà, usavano materiale povero per realizzare opere di raffinata bellezza, come, per esempio, i paliotti d’altare.
Dopo un lungo periodo di restauri, nel 2005 per il museo inizia una seconda vita, venendo adeguato alle nuove esigenze espositive, cercando di rispettare lo spirito dell'istituzione, ovvero far conoscere il grande patrimonio di opere d'arte conservate per secoli nei conventi e nelle chiese Cappuccine.
Per questa ragione il museo, nel suo allestimento permanente permette, lungo lo Scalone e nell'Auditorium, di ammirare opere di artisti di grande importanza come Orazio De Ferrari, Luigi Miradori detto il Genovesino, Domenico Fiasella, Giovanni Battista Paggi e Domenico Piola esposte accanto a oggetti di uso quotidiano nei conventi e a oggetti di arte povera realizzati dai frati stessi.

## Allestimento
Accanto all'esposizione permanente il Museo dei Beni Culturali Cappuccini propone ogni anno importanti mostre arricchite da eventi multimediali, proiezioni, concerti e incontri.
È proprio in questa destinazione d'uso che i moderni locali che costituiscono la sala mostre vera e propria trovano compimento. Dal 2005 ad oggi, attraverso 21 mostre, è stato possibile esporre sculture, dipinti ed oggetti di artigianato provenienti dai conventi liguri ma anche presentare materiale di carattere etnografico portato in Italia dai cappuccini di ritorno dai loro viaggi missionari in giro per il mondo. Nel Marzo 2014 si è deciso per la prima volta di ospitare una mostra di arte contemporanea del titolo "Gionata Xerra - Travellers". 
Il museo prosegue la sua mission alternando la mostra di Natale (presepi del 1700, dipinti, e il tradizionale Presepe meccanico di Franco Curti) aperta da dicembre ai primi di febbraio, alla mostra di primavera. Degna di nota, nel periodo marzo-luglio 2017, la mostra "La Grande peste - Genova 1656/57" che, attraverso l'esposizione di libri, documenti, strumenti chirurgici e opere d'arte, ha raccontato una delle pagine più tragiche ma anche affascinanti della storia di Genova.

## La chiesa e il convento della Santissima Annunziata di Portoria
La chiesa, chiamata il cantiere del Cinquecento genovese, vanta opere dei maggiori artisti della pittura della seconda metà del secolo: Giovan Battista Castello detto il Bergamasco, Luca Cambiaso, Andrea e Ottavio Semino, Lazzaro e Pantaleo Calvi, oltre a pittori e scultori dal XVI al XX secolo, come Domenico Piola, Pietro Raimondi, Giuseppe Palmieri e Aurelio Lomi. Ma deve la sua notorietà, soprattutto alla presenza del corpo incorrotto di Santa Caterina Fieschi Adorno, che, nel vicino Ospedale di Pammatone, ha prestato il suo servizio agli ammalati. 
Santa Caterina è la santa genovese conosciuta a livello internazionale per il suo Trattato del Purgatorio e per il Circolo del Divino Amore, che con Ettore Vernazza ha dato origine all'ospedale degli Incurabili e al rinnovamento della chiesa cattolica nel tempo della riforma protestante.
Il convento dell'Annunziata di Portoria, fondato nel 1488 dal beato Angelo da Chivasso, fondatore pure del “Monte di Pietà di Genova”, è un centro spirituale della fraternità regionale dell'Ordine Francescano Secolare, che lavora per diffondere la conoscenza e la devozione di santa Caterina e per coltivare la spiritualità francescana.